# Dynamine letes
Dynamine letes är en fjärilsart som beskrevs av Ménétriés. Dynamine letes ingår i släktet Dynamine och familjen praktfjärilar. Inga underarter finns listade i Catalogue of Life.